# Ноксвілл
Ноксвілл (англ. Knoxville) — місто (англ. city) в США, адміністративний центр округу Нокс штату Теннессі. Населення — 190 740 осіб (2020).

## Історія
Місто назване на честь першого військового секретаря Генрі Нокса.
Ноксвілл вважається другим після Нешвілла за датою заснування серед найбільших міст штату. Поселення тут засноване у 1786 році. З 1791 року Ноксвілл — столиця Південно-Західної території; з 1796 по 1812 роки — перший адміністративний центр штату Теннессі. 1815 року Ноксвілл отримав статус міста.
Прізвиська міста:
- «Мармурове місто»
- «Серце долини»
- «Місто-королева гір»
- «K-Town»

## Географія
Ноксвілл розташований за координатами 35°58′15″ пн. ш. 83°56′47″ зх. д. / 35.97083° пн. ш. 83.94639° зх. д. (35.970875, -83.946479).  За даними Бюро перепису населення США в 2010 році місто мало площу 269,80 км², з яких 255,17 км² — суходіл та 14,63 км² — водойми.

### Клімат
| Клімат : Ноксвілл                                   | Клімат : Ноксвілл | Клімат : Ноксвілл | Клімат : Ноксвілл | Клімат : Ноксвілл | Клімат : Ноксвілл | Клімат : Ноксвілл | Клімат : Ноксвілл | Клімат : Ноксвілл | Клімат : Ноксвілл | Клімат : Ноксвілл | Клімат : Ноксвілл | Клімат : Ноксвілл | Клімат : Ноксвілл |
| Показник                                            | Січ.              | Лют.              | Бер.              | Квіт.             | Трав.             | Черв.             | Лип.              | Серп.             | Вер.              | Жовт.             | Лист.             | Груд.             | Рік               |
| Абсолютний максимум, °C                             | 25,0              | 28,3              | 31,1              | 33,9              | 35,6              | 40,6              | 40,6              | 38,9              | 39,4              | 35,6              | 29,4              | 26,7              | 40,6              |
| Середній максимум, °C                               | 8,5               | 11,3              | 16,3              | 21,3              | 25,6              | 29,7              | 31,2              | 31,0              | 27,7              | 21,8              | 15,8              | 9,9               | 20,9              |
| Середній мінімум, °C                                | −1,6              | 0,2               | 4,0               | 8,5               | 13,4              | 18,2              | 20,4              | 19,9              | 15,8              | 9,2               | 3,9               | −0,2              | 9,3               |
| Абсолютний мінімум, °C                              | −31,1             | −23,3             | −17,2             | −5,6              | 0,0               | 5,6               | 9,4               | 9,4               | 1,7               | −4,4              | −15               | −21,1             | −31,1             |
| Середня кількість сонячних годин на місяць          | 135,8             | 145,3             | 208,9             | 256,6             | 287,2             | 291,1             | 287,3             | 278,0             | 232,3             | 217,2             | 151,7             | 122,5             | 2613              |
| Норма опадів, мм                                    | 110               | 108               | 110               | 102               | 115               | 97                | 129               | 83                | 82                | 64                | 102               | 114               | 1216              |
| Днів з опадами                                      | 11,2              | 11,0              | 12,0              | 10,7              | 11,4              | 11,4              | 11,3              | 8,8               | 7,7               | 8,2               | 9,9               | 11,6              | 125,2             |
| Днів зі снігом                                      | 1,5               | 1,2               | 0,6               | 0,1               | 0                 | 0                 | 0                 | 0                 | 0                 | 0                 | 0                 | 0,8               | 4,2               |
| Вологість повітря, %                                | 71.7              | 68.0              | 64.8              | 63.3              | 70.8              | 73.5              | 75.7              | 76.3              | 76.1              | 73.0              | 71.8              | 72.9              | 71.5              |
| --------------------------------------------------- | ----------------- | ----------------- | ----------------- | ----------------- | ----------------- | ----------------- | ----------------- | ----------------- | ----------------- | ----------------- | ----------------- | ----------------- | ----------------- |
| Джерело: NOAA (relative humidity and sun 1961–1990) |                   |                   |                   |                   |                   |                   |                   |                   |                   |                   |                   |                   |                   |

## Демографія
Згідно з переписом 2010 року, у місті мешкали 178 874 особи в 78 048 домогосподарствах у складі 39 055 родин. Густота населення становила 663 особи/км².  Було 88009 помешкань (326/км²).
Расовий склад населення:
| - 76,1 % — білих - 17,1 % — чорних або афроамериканців - 1,6 % — азіатів - 0,4 % — корінних американців - 0,2 % — вихідців з тихоокеанських островів - 2,2 % — осіб інших рас |

До двох чи більше рас належало 2,5 %. Частка іспаномовних становила 4,6 % від усіх жителів.
За віковим діапазоном населення розподілялося таким чином: 19,1 % — особи молодші 18 років, 68,3 % — особи у віці 18—64 років, 12,6 % — особи у віці 65 років та старші. Медіана віку мешканця становила 32,7 року. На 100 осіб жіночої статі у місті припадало 92,5 чоловіків;  на 100 жінок у віці від 18 років та старших — 89,7 чоловіків також старших 18 років.
Середній дохід на одне домашнє господарство  становив 50 613 долари США (медіана — 34 226), а середній дохід на одну сім'ю — 65 391 долар (медіана — 46 670). Медіана доходів становила 36 441 долар для чоловіків та 32 338 доларів для жінок. За межею бідності перебувало 25,7 % осіб, у тому числі 38,1 % дітей у віці до 18 років та 9,9 % осіб у віці 65 років та старших.
Цивільне працевлаштоване населення становило 87 628 осіб. Основні галузі зайнятості: освіта, охорона здоров'я та соціальна допомога — 25,0 %, роздрібна торгівля — 14,7 %, мистецтво, розваги та відпочинок — 13,9 %.

## Освіта
У Ноксвіллі розташований основний кампус Теннессійського університету.

## Музика
- Disciple — християнський рок-гурт

## Міста-побратими
- Холм,  Польща
- Ченду,  КНР
- Гаосюн,  Тайвань
- Ларисса,  Греція
- Муроран,  Японія
- Неукен,  Аргентина
- Округ Єсан,  Південна Корея

## Відомі люди
- Поллі Берген (1930—2014) — американська акторка, співачка та підприємиця
- Діана Дейл Діккі (* 1961) — американська акторка
- Квентін Тарантіно (*1963) — американський режисер, сценарист, актор і продюсер.